# Абакумов, Фрументий Николаевич
Фруме́нтий Никола́евич Абаку́мов (13 декабря 1915, с. Пришиб, Астраханская губерния — ?) — геолог, первооткрыватель урановых месторождений, лауреат Ленинской премии.

## Биография
Родился 30 ноября (13 декабря) 1915 года в селе Пришиб (ныне Енотаевского района, Астраханская область, Россия).
В 1939 году окончил Ленинградский университет. В 1940—1942 годах работал в полевых партиях Геологического управления Узбекской ССР.
В 1942 году призван в Красную армию Ленинским райвоенкоматом Ташкента; участник Великой Отечественной войны. Воевал в должности помощника начальника 1-го отделения штаба 120-й стрелковой Гатчинской дивизии. Был ранен в январе 1943 года. Демобилизован в 1945 году.
Работал гидрогеологом в Узбекистане, с 1947 года — на поисках и разведке урановых месторождений в республиках Средней Азии. В 1950—1954 главный геолог, начальник партии, в 1954—1955 главный инженер, в 1955—1989 начальник партии, геолог, старший геолог Краснохолмской геолого-разведочной экспедиции.
Один из первооткрывателей Учкудукского уранового месторождения (вместе с В. М. Мазиным, А. И. Паком, А. А. Петренко, М. Э. Поярковой), на базе которого был создан Навоийский горно-металлургический комбинат.
2 октября 1989 года вышел на пенсию.

## Награды
- орден Красной Звезды (4.10.1944)[6]
- орден Отечественной войны II степени (4.2.1945)[7]
- орден Отечественной войны I степени (23.5.1945)[1]
- орден Отечественной войны I степени 01.08.1986
- медаль «За оборону Ленинграда»[8]
- Ленинская премия[2] 1959 года вместе с другими первооткрывателями месторождения Учкудук (А. И. Пак, А. А. Петренко, М. Э. Пояркова, В. И. Кузьменко)[9].